# Nemo plus iuris in alium transferre potest quam ipse habet
Il brocardo "nemo plus iuris in alium transferre potest quam ipse habet" esprime il principio del diritto civile secondo il quale non si può trasmettere ad altri un diritto che non si ha o un diritto più ampio di quello che si ha.
La frase risale al giurista romano Domizio Ulpiano e si legge in un brano dei libri Ad edictum, inserito dai compilatori giustinianei nell'ultimo libro del Digesto, dedicato alle regulae iuris (D. 50.17.54): "Ulpianus libro XLVI ad edictum - Nemo plus iuris in alium transferre potest, quam ipse habet".
Il principio - corollario di quello espresso dalla locuzione "nemo dat quod non habet" ("nessuno dà quel che non ha") - opera anche negli ordinamenti attuali, in caso di acquisto della proprietà o di altro diritto soggettivo a titolo derivativo. Non è applicabile, invece, in caso di acquisto a titolo originario, mancando la trasmissione del diritto da un soggetto all'altro. Anche nel caso di acquisto a titolo derivativo, peraltro, il principio può subire deroghe laddove l'ordinamento scelga di far prevalere altri principi, come quello di tutela dell'affidamento dell'acquirente. 